# Rodízio de veículos

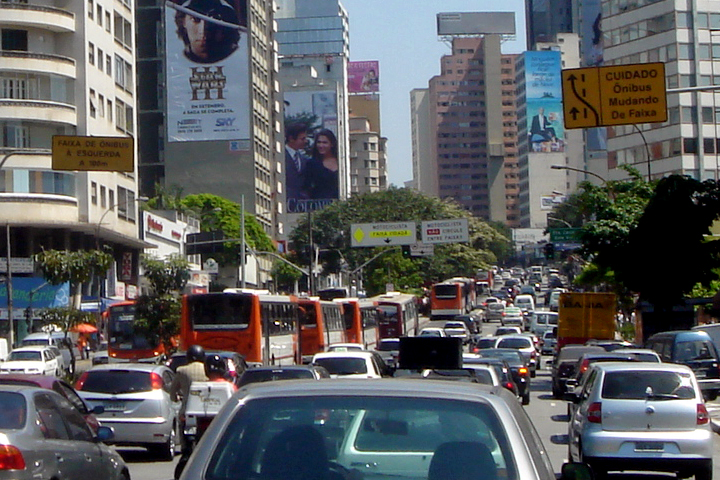
O megacongestionamento de trânsito persiste mesmo após São Paulo ter implantado o rodízio em 1997. Rua da Consolação, centro da cidade de São Paulo, Brasil.

Rodízio de veículos (ou rodízio veicular) é uma medida de gestão da demanda do transporte utilizada para estabelecer proibições à circulação de diversos tipos de veículos, em certo tempo ou lugar, e é utilizada principalmente dentro de zonas urbanas ou em situações de emergência. Tem o objetivo de reduzir congestionamentos durante o horário de pico e também visa à redução da poluição do ar causada pelos veículos. Geralmente é aplicado restringindo-se o acesso do tráfego em uma determinada área urbana, geralmente no centro financeiro de uma cidade, com base nos últimos dígitos das placas de identificação dos veículos em dias pré-estabelecidos e durante certos períodos, geralmente no horário de pico.
O rodízio de veículos é utilizado em várias cidades do mundo de maneira permanente, como em Atenas, Santiago, Cidade do México, Manila, Bogotá, La Paz, San José, Quito e São Paulo, mas pode ser aplicado apenas de forma temporária, como em Pequim, Milão, Roma, Paris, Londres e Nova Deli. No Brasil, a cidade de São Paulo implementou o rodízio de veículos de São Paulo através da Lei Municipal 12.490 de 3 de outubro de 1997, que foi regulamentada pelo Decreto 37.085 e suas alterações, criando desta maneira o Centro Expandido de São Paulo. Em 30 de junho de 2008, a Prefeitura de São Paulo estendeu o rodízio para a circulação de caminhões dentro do Centro Expandido.